# 1969 en football
Cet article présente les faits marquants de l'année 1969 en football.

## Chronologie
- 18 mai, Coupe de France, finale : au Stade olympique Yves-du-Manoir de Colombes, l'Olympique de Marseille remporte sa septième Coupe de France en s'imposant 2-0 face aux Girondins de Bordeaux.
- 21 mai :  le Slovan Bratislava remporte la Coupe des vainqueurs de Coupe en battant en finale le FC Barcelone. C'est la première fois qu'un club appartenant à un pays du Bloc de l'Est remporte la compétition.
- 28 mai : au Stade Santiago Bernabéu, le Milan AC de Gianni Rivera remporte la Ligue des champions face à l'Ajax Amsterdam sur le large score de 4-1. C'est la deuxième Coupe des clubs champions européens gagnée par le Milan AC.
- 11 juin : Newcastle United remporte la Coupe des villes de foires face au club hongrois de l'Újpest FC.
- 8 juillet : le Wydad AC remporte la Supercoupe du Maroc devant la RS Settat sur le score de 1-0 au stade d'honneur à Casablanca.

## Champions nationaux
- Le Bayern Munich remporte le championnat d'Allemagne.
- Leeds United remporte le championnat d'Angleterre.
- Le Real Madrid remporte le championnat d'Espagne.
- L'AS Saint-Étienne remporte le championnat de France.
- La AC Fiorentina remporte le championnat d'Italie.
- Le Standard de Liège remporte le championnat de Belgique.
- Le Feyenoord Rotterdam remporte le championnat des Pays-Bas.
- Le Wydad AC remporte le championnat du Maroc.
- Le CA de Belcourt remporte le championnat d'Algérie.
- Le CS Sfax remporte le championnat de Tunisie.
- L'Ittihad SCSC remporte le Championnat de Libye.

## Naissances
Plus d'informations : Liste d'acteurs du football nés en 1969.
- Gabriel Batistuta.
- Paulo Bento.
- Dennis Bergkamp.
- Santiago Cañizares.
- Antonio Conte.
- Ali Daei
- Oliver Kahn.
- Brian Laudrup.
- Jens Lehmann.
- Leonardo.
- Siniša Mihajlović
- Bixente Lizarazu.
- Fernando Redondo.
- Marco Simone.
- Pierre van Hooijdonk.
- Marc Wilmots.

## Décès
Plus d'informations : Liste de personnalités du football décédées en 1969.
- 6 septembre : Arthur Friedenreich, attaquant brésilien.
- 1er octobre : Gunnar Andersson, attaquant franco-suédois[1].
- 4 novembre : Zeki Rıza Sporel, attaquant turc.
- 11 octobre : Enrique Ballestero, gardien de but uruguayen, champion du monde 1930.

## Liens
- RSSSF : Tous les résultats du monde